# Utsira fyr
Utsira fyr i Utsira kommune i Rogaland fylke i Norge, er et kystfyr som blev bygget i 1844. Fyret blev automatiseret og affolket i efteråret høsten 2004.
I dag har Utsira fyr det højest beliggende fyrlys i Norge på 78,2 meter over havet. Strålerne fra fyret når over højeste punkt ved Araseto på Utsira som ligger 70,7 meter over havet. Fyret blev fredet i 1999

## Eksterne kilder og henvisninger
- Utsira fyrstasjon med tvillingfyrene på Norsk Fyrhistorisk Forenings websted
- Om Utsira fyr  på Store Norske Leksikon (snl.no)
- Utsira fyr på Riksantikvarens hjemmeside kulturminnesok.no

- Wikimedia Commons har flere filer relateret til Utsira fyr